# Чита (Трапани)
Чита је насеље у Италији у округу Трапани, региону Сицилија.
Према процени из 2011. у насељу је живело 112 становника. Насеље се налази на надморској висини од 8 м.